# Karl Johann Brenner
Karl Johann Brenner (* 25. September 1814 in Basel; † 15. August 1883 ebenda) war ein Schweizer Jurist und Politiker.

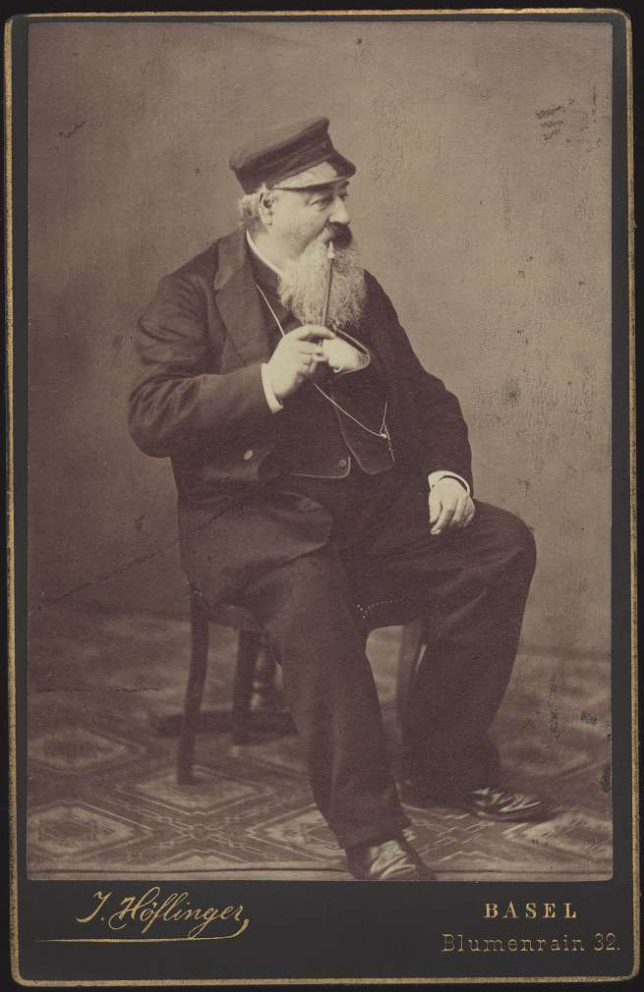
Karl Johann Brenner

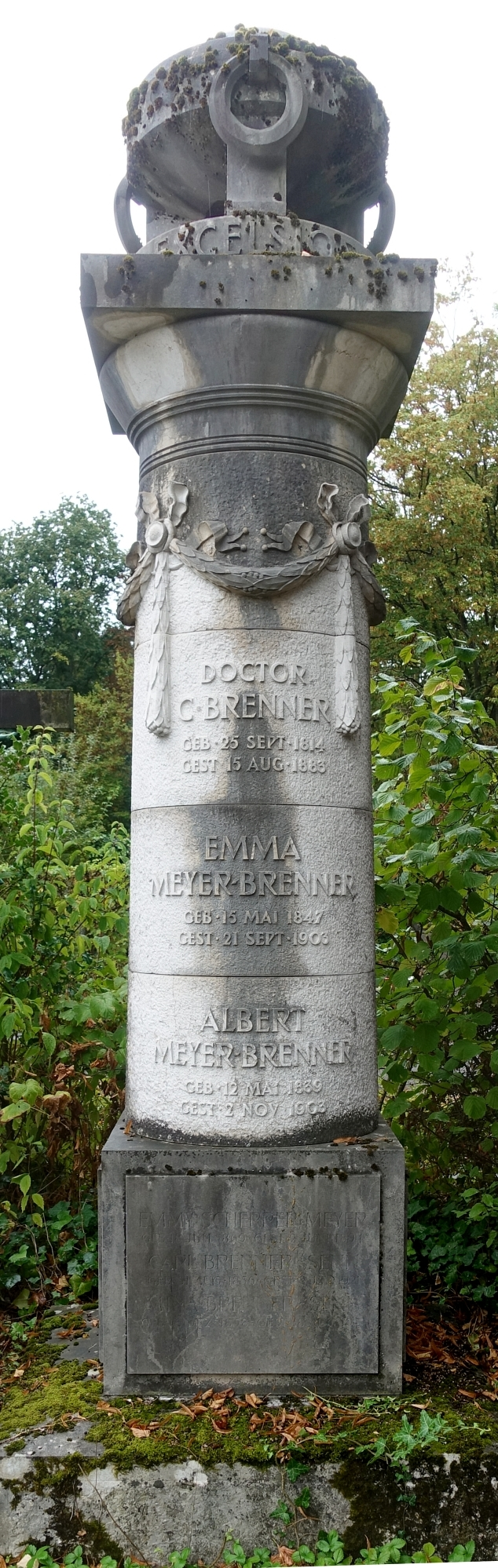
Familiengrab auf dem Wolfgottesacker.

## Leben
Sein Bruder war Friedrich Brenner. Brenner studierte Rechtswissenschaften an den Universitäten Basel und Heidelberg. In Basel wurde er Mitglied der Studentenverbindung Helvetia und in Heidelberg 1835 des Corps Helvetia. Nach Abschluss des Studiums liess er sich in Basel als Advokat nieder.
Als Freisinniger gehörte er dem Grossen Rat des Kantons Basel-Stadt von 1839 bis 1881 an. Er war Mitbegründer und über viele Jahre Redaktor der National-Zeitung. Zum Ende der Regeneration nahm er 1845 an den Freischarenzügen teil, weswegen er kurzzeitig inhaftiert wurde. 1846 war er Mitglied der Verfassungskommission und wirkte an der Ausarbeitung der Bundesverfassung von 1848 mit. Bei den ersten Schweizer Parlamentswahlen 1848 strebte er ohne Erfolg ein Mandat im Nationalrat an. Danach wurde er Bundesrichter.
Brenner gehörte zu den Stiftern des kirchlichen Reformvereins in Basel und war Zunftschreiber der Zunft zu Schiffleuten. Seit 1845 war er mit Emma Brenner-Kron verheiratet. Ihre Tochter war die Schriftstellerin Emmy Meyer-Brenner. Brenner fand seine letzte Ruhestätte auf dem Wolfgottesacker in Basel.